# OK

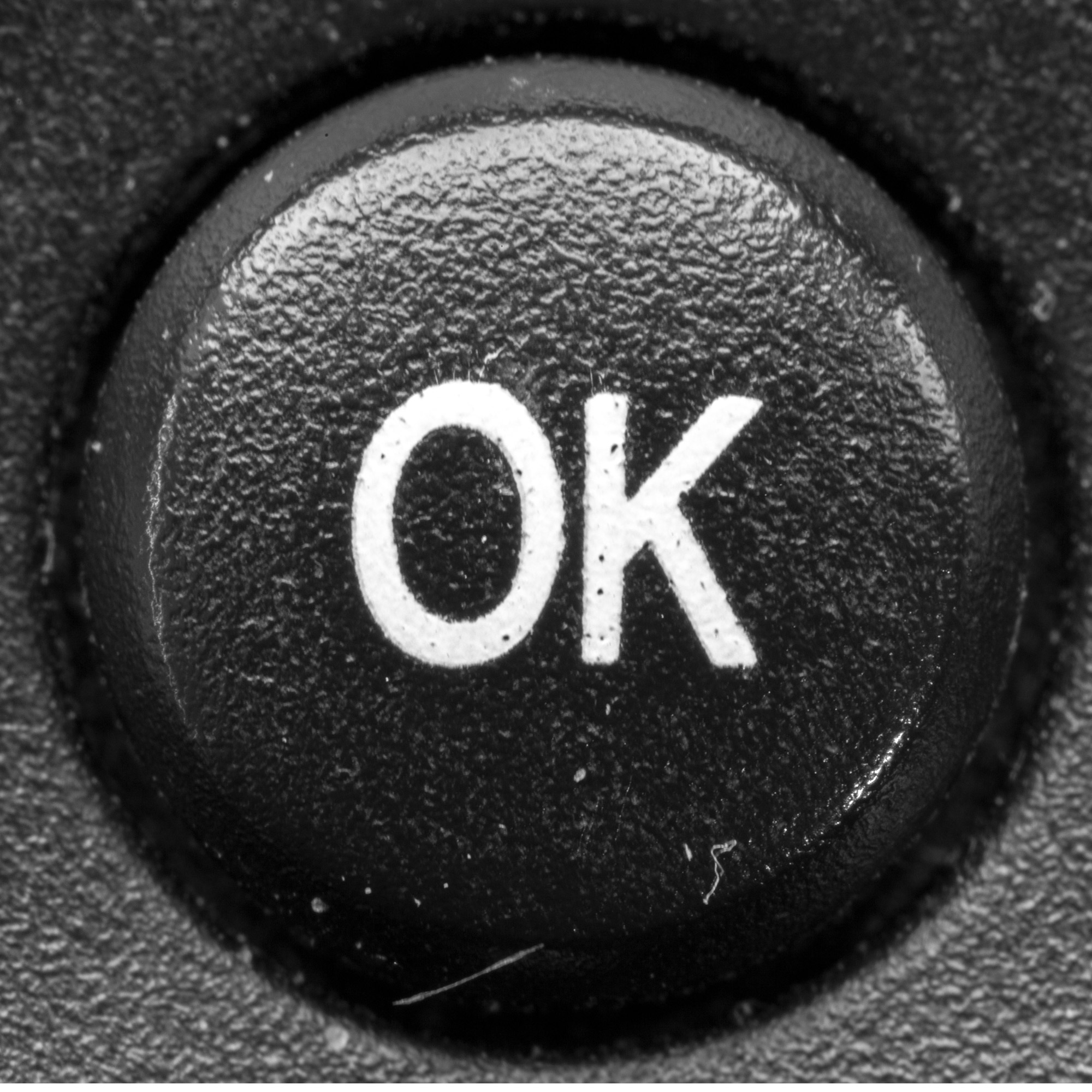
Un primer plano del botón okey (ok) de un mando a distancia

La locución O.K., ok (en inglés: okay, en español: okey  u oká; ), proviene del inglés estadounidense y se usa como «de acuerdo», «está bien» o para indicar conformidad. Se usa como adjetivo y adverbio.
Aunque existen numerosas versiones acerca de su origen y es frecuentemente mencionado en la etimología popular como de origen desconocido, el origen del término fue claramente demostrado por el lexicógrafo y etimólogo estadounidense Allen Walker Read en 1963.

## Etimología
El primer ejemplo escrito a mano del uso «moderno» del término data de 1815, registrado en el diario manuscrito de William Richardson, que viajaba de Boston a Nueva Orleáns un mes después de la batalla de Nueva Orleans: «Arrived at Princeton, a handsome little village, 15 miles from N Brunswick, ok & at Trenton, where we dined at 1 P.M.».
La primera vez que aparece la sigla o.k. en letras de imprenta es el 23 de marzo de 1839 en el periódico Boston Morning Post, cuya autoría es atribuida a su editor, Charles Gordon Greene, con tono irónico, en el siguiente texto: 

The above is from the The Providence Journal, the editor of which is a little too quick on the trigger, on this occasion. We said not a word about our deputation passing "through the city" of Providence.—We said our brethren were going to New York in the Richmond, and they did go, as per Post of Thursday. The "Chairman of the Committee on Charity Lecture Bells," is one of the deputation, and perhaps if he should return to Boston, via Providence, he of the Journal, and his train-band, would have his "contribution box," et ceteras, o.k.—all correct—and cause the corks to fly, like sparks, upward.

## Eficacia
- Sirve para decir «vale», «está bien», «de acuerdo», «entendido», de una manera más corta y a su vez eficaz.
- Se ha convertido en una palabra usada de manera universal.